# 下弦の月 (漫画)
『下弦の月』（かげんのつき）は、矢沢あいによる日本の漫画作品。

## 概要
- 『ご近所物語』の次作。暗くシリアスな内容であり、ギャグやお笑い要素は極力抑えられている。
- 2004年には二階健やHYDEにより映画化。詳細は実写映画『下弦の月〜ラスト・クォーター』を参照。

## あらすじ
不幸な境遇に苦しんでいた美月は、ギターでせつない旋律を奏でるアダムと運命的な出会いをした。不仲な家族のいる居心地の悪い家を飛び出し、アダムと暮らし始めた美月。だが、下弦の月の夜、美月は交通事故に遭ってしまう。一方、小学生の少女・蛍は事故に遭い意識を失っていた。昏睡した蛍の夢の中に、ただ柵しかない不思議な場所と美しい女性が登場する。昏睡から目覚めた蛍は退院後、廃墟から聞こえるピアノの音に引き寄せられ、廃墟に侵入する。そこにはアダムという恋人のこと以外すべての記憶を忘れている、夢で出会った女性・美月がいた。

## 登場人物
望月美月（もちづき みづき）／イブ
本作の主人公兼ヒロイン。美しい女子高生。 笹原女子高校3年生（初登場時は2年生）。1981年3月2日生まれ。交際中の知己と喧嘩別れ後にアダムと出会い恋に落ちたことで、家出して彼と洋館で暮らし始める。2週間後にアダムと待ち合わせ中に交通事故に遭い、意識不明の重体となる。19年前から空き家となっている洋館で蛍と再会した時はアダムのこと以外、自分の名前すら思い出せずにいたため、蛍達が「イブ」と命名。蛍以外の人には姿が見えないし、洋館の外に出ることも出来ない。小5のときに実母を自殺（睡眠薬の大量服用による）で亡くしたため、父の浮気と実母の死が深いトラウマとなり、父の後妻である義母とその連れ子（異母妹）との確執に苦しんできたこともあり、父を憎んでいる。アダムとの約束を果たせなかったことを悔やみ、彼との再会を強く願っていたが、正輝からアダムが既に故人だった事実を聞かされ、悲しみとショックに陥る。それでも会いに行きたいという気持ちからアダムと再会するが、願いは果たされなかった。アダムにイブを連れて行くようにと頼まれたルル（蛍が飼っているシャム猫）とともに元の世界に戻る。そのあと意識を取り戻してからは事故に遭うまでの二週間のことは覚えていなかった。一連の出来事を通じて、家族、知己、綾との関係は修復し、回復・退院を経て平穏な日常生活を送る。
上條さやか（かみじょう さやか）
本作のキーパーソンにあたる女性で、かつて洋館に住んでいた一家の娘。両親（ちなみに父親は法律学者）と洋館に住み、メリーという白くてフワフワした猫を飼っていた（実写劇場版での名はヤノッシュ）。近所の堂島家とは親交があった。ピアニストの才はあり、イギリスのロンドンに留学していた。アダムの恋人で、「EVIL EYE」ではマドンナ的存在として知られアルバムのレコーディング参加する予定だった。留学期間中の1979年、体を崩して17歳の若さでロンドンで病死する。遺された両親により今まで家族で暮らしていた洋館は売却されるが、19年が経過した今でも空き家状態続きでお化け屋敷のごとく荒れ放題である。死後は転生して美月として生まれ変わり、アダムとはもう一度会いたいと願っていた。実は美月（イブ）が着用しているイニシャル『S.K』の指輪と白いワンピースの元の持ち主で、指輪は生前アダムから17歳の誕生日に贈られたものだった。
白石蛍（しらいし ほたる）
本作の準ヒロイン。おかっぱ頭と学年一小さな身体が特徴のおっとりとした性格の女子小学生。日翔学園5年3組。特技はピアノ。
飼い猫のルルを探している時に事故に遭い、入院中に美月の夢を見て知り合う。退院後再び猫を探していた所、洋館でルルに似た猫を見かけ侵入し、美月（イブ）に会う。（イブの姿と声がわかるのは蛍だけなので、）イブの話したことは通訳して沙絵、正輝、哲に伝えている。アダムを探すとともに美月（イブ）に関することについて仲間で調べているうちにイブが望月美月だと判明される。イブが（美月であるにもかかわらず）上條さやかとしての記憶を思い出して話す様子にいち早く疑問と矛盾を感じる。
美月の退院後、沙絵、哲、海外ロケから帰国した正輝ともにイブやアダムなどに関する記録ノートをタイムカプセルとして空き家の近くで埋め、4人で帰宅するとき夜空に浮かんだ下弦の月を見てアダムがどこかで見ていると言った。
香山沙絵（かやま さえ）
メガネをかけた三つ編みヘアの女子小学生。日翔学園5年3組。蛍の親友。公正でしっかり者。剣道を習っている。
3年生のときにクラスの男子から揶揄われて泣いている蛍を助けたのがきっかけで、それ以来は蛍とは仲が良い。姿の見えないイブとの初対面の際逃げ出したが、蛍を信じて偶然会った正輝と哲とともに空き家の洋館に戻りイブの存在を確認する。お気に入りのノートにイブの言ったことを蛍から聞きながら書いてまとめている。厳格で批判的な母親のことは嫌いだが、あまり家に帰らないながらも優しい父親のことは好き。意識不明状態の美月の入院している病院からの帰りに正輝が自宅まで送ってくれて以来、自分が正輝を意識している、と蛍から思い込まれている。
イブがアダムに関する事実のショックから一人で探し出そうとしたとき、病院で再会した友己には4人組で秘密にしていたイブの話をした。美月を守る自信を取り戻して受け入れた友己のバイクに便乗して渋谷の交差点に向かうが、友己の携帯電話に茂から美月の容体に関する連絡を受け病院に戻る。
6月の時点で美月の関係者の中で目立たない存在ながらも蛍とともに美月の退院に立会う。終盤では、家をこっそりと出て蛍たちと記録ノートをタイムカプセルとして埋めに行ったあと、母親に見つかったらあの世行きだと蛍たちにぼやく。
三浦正輝（みうら まさき）
男子小学生。日翔学園5年1組。クールな雰囲気の美少年で、蛍の憧れの人。主に性格は冷静・理性的で、分析力と判断力に長けている。イブの存在を確認し共にアダムを探すことになる。両親の離婚後は夜景が綺麗なマンションの最上階にて父親と一緒に暮らしている（家事は主に家政婦が担当）。父親は俳優の三浦正人（下記に記載）。母親は元アイドルの美人女優だが、既に離婚・再婚をしてからは会っていない。イブ、堂島家のおばさま、知己たちから聞いた話、街中で流れたEVIL EYEの曲などを手がかりに仲間でアダムの行方をつかもうとする。そしてEVIL EYEの復刻版アルバムCD情報を調べているうちにアダムの恋人がさやかだということ、さやかの死後にアダムが後を追うように亡くなったという事実にたどり着く。イブにアダムが故人だということを話したことが、悲しみのショックで半透明になったイブが空き家を出るきっかけとなった。イブの諸悪の根源をイブの心の弱さとして指摘し、イブが自分で生きようと思わない限り周りがどんなに手を尽くしても（美月 / イブが）助かるわけないと断言する。蛍と哲とともにタクシーで渋谷の交通事故現場に向かうが、沙絵から友己の携帯電話で連絡を受けたあと3人で美月のいる緊急処置室で沙絵と合流する。
意識が戻り回復した美月が退院する6月時点で、正人ら他の出演者たちとともに撮影でロンドンに滞在し、一人で合間を縫ってアダムの墓標がある墓地を訪れる。
杉崎哲（すぎさき てつ）
男子小学生。日翔学園5年3組。蛍が入院していた病院「杉崎医院」の息子。お調子者だが、心優しく人の気持ちに敏感である。サッカーが上手で人気者。「杉崎医院」を継ぐのが夢。正輝の幼稚園時代からの幼なじみ。空き家の洋館の近所圏内に住んでいて、沙絵と正輝とともにイブの存在を確認し共にイブの正体と身の回りを調査し、アダムを探すことになる。両親（父は医師、母は看護婦）と姉がいる。当初はイブを幽霊だと思い込んだことから、美月の親友2人（綾たち）に線香をあげさせてくれという軽はずみな言動で綾か通学カバンで叩きつけられ、美月は生きていると啖呵を切られしまう。蛍のことが好きで、共に行動していくうちに蛍を守ってやりたいという気持ちが強い。美月の容態が急変し危篤になりかけたときは他の仲間、美月の家族・恋人・友人たちとともに美月の意識が戻るのを待ち続けた。
意識を取り戻した美月が退院した頃、小学生サッカーの試合に（練習をサボっていた日数によりレギュラーを逃したため）補欠選手として出場する。
安西知己（あんざい ともき）
美月の彼氏。中学3年の頃から交際していたが、彼女の高校の友人・綾と浮気したこともあり、美月から愛想を尽かされ（美月の誕生日の夜に）一度別れた。後に美月の事故の目撃者となり、意識不明の美月をいつも見舞いにきている。美月の容体急変の最中に沙絵の話からイブの存在を知るが、自分の軽率さと弱さが美月を守れない言い訳だと沙絵から指摘を受ける。美月との中学時代の思い出を回想するうちに次第に美月を守る自信を取り戻す。自分が適当な性格から浮気しても許してくれると思い込んでいた自分の軽率さから美月を美月が意識を取り戻して退院した時点で既に復縁している。
アダム・ラング (Adam Lang)
本作のキーマン。バンド「EVIL EYE」のボーカル。イギリス人。1958年7月8日生まれ。穏やかで寂しがり屋の性格。
道端でギターを弾いていたところで美月と出会う。実は既に故人で、1979年3月16日にファーストアルバム「Last Quarter」のリリースを待つことなく病死したさやかの後を追うように急死した（享年20歳）。ドラッグ中毒の疑いがあった。亡くなって19年後はさやかの面影をもつ美月に惹かれ、自分の命日に何もかも捨てると決意した美月と待ち合わせて連れて行くつもりだった。美月の交通事故を経て三途の柵越しに美月（イブ）と再会をするが、孤独な心を持つ美月（イブ）を支えてくれる人たちの存在を知る。イブに別れを告げて元の世界に解放する。
美月が意識を取り戻して退院した頃には既に「Last Quarter」がリマスターCD化でリリースされ、蛍が部屋で聴いている様子がうかがえる。元の日常に戻って平穏な日々を送る美月を三途の柵から見守っている。
彼自身のモデルは吉井和哉。
ルル
白石家で長年飼っている猫（実写劇場版での名はシベール）。白石蛍が事故に遭う1ヶ月ほど前から行方不明となり、捜索中の蛍を夢の中で望月美月と知り合わせた。猫種はバリニーズで、シャム猫の毛を長くしたような容姿。現在も見つかっておらず、蛍は探し続けている。
蛍が偶然ルルに似た猫を見つけるが、空き家に住み着くようになったときにイブからアダムと命名された。
不慮の事故死なのか行方不明なのか原作では明確に言及されていないが、蛍の母親によって墓が作られる。墓前の蛍を見つけ欠席の事情を知った沙絵、哲、正輝からも悼まれる。蛍を交通事故から救ってくれたことで哲から感謝の言葉をかけられる。
美月が退院した日にアダムとして白石家に再登場し、夜に蛍と一緒に部屋で「Last Quarter」を聴いている。
蛍の母
名前は不明。水商売を営んでいる。商売柄夜間は不在だが、昼間は家におり、蛍が学校を休んだ際などは一緒に過ごすようにしている。蛍も内心それを楽しみにしている節があり、入院期間は母娘にとって特別な時間になっていた。父親のいない蛍を女手1つで蛍を育てた女性として、沙絵の父に尊敬されている。
澄代（すみよ）
蛍の母が働く店の従業員。 蛍の母には、夢中で働くうちに婚期を逃したと言われている。白石家とは長い付き合い。蛍の送り迎えや食事等、面倒をよく見てくれるため、蛍にとっても親しい存在。
杉崎華 （すぎさき はな)
哲の姉。哲をからかうことが生きがい。サッカーの練習をサボって事件を調査する哲に、「空き家の前でロングヘアで制服姿の女子高生（＝美月）を目撃した」という重要な証言を残す。黒髪で高い位置で結んだお団子頭が特徴。テレビゲーム「パラサイト・イヴ」で遊んでいる。
三浦正人（みうら まさと）
正輝の父。俳優。喫煙家。容姿や演技に渋い雰囲気がある。離婚後はマンションの最上階に正輝とともに住んでいる。暑い夏に映画のロケで正輝とともにロンドンへ行くが、使用中のタバコの『峰』とライターは正輝が勝手にアダムの墓前に花束とともに供えられる。
茂（しげる）
知己の友人。知己と一緒に轢き逃げ事故に遭う前の美月を目撃した。轢き逃げ事故て美月が意識不明・容態が急変しても冷静で、自分自身を責めて泣く綾を落ち着かせる。
綾（あや）
ギャル系の女子高生。美月の同じ高校の友人・同級生で、高校3年生。軽い気持ちで知己の浮気相手になっていた。美月が交通事故で意識不明のままが続いてからも、美月を傷つけた責任は自分にあると苦しんでいる。美月とのツーショットのプリクラをずっと持っている。美月が意識を取り戻し回復・退院した頃は関係が修復している。
望月唯（もちづき ゆい）
美月の戸籍上の妹。小学4年生。美月の父・恒の後妻（美月の義母。劇場版では、望月紬）の連れ子とされるが、実は美月の実母の存命中に浮気した末に生まれた子で、美月の異母妹でもある。唯の実母と恒との再婚をきっかけに望月家に移り住む。美月に自分の母親を取られるのという恐れから姉への嫌がらせをしてきた。家庭に居心地の悪い美月が家出したあげく事故にあった後は美月を傷つけてきた罪悪感と後悔に苛まれていたが、美月が意識を取り戻し退院してからは姉妹仲は修復している。
望月恒（もちづき 【名前の正式な読みは不明】）（沙絵のセリフから「こう」と言っている。）
美月の父（実写劇場版での氏名は望月宏）。自身の浮気で先妻（美月の実母）を裏切る。先妻が薬の大量服用で自ら命を絶ったため、仲の良かった美月に恨まれ親子関係は悪化している。後妻と唯を同居させてからも17歳を迎えた美月とはいまだに修復しておらず、家庭内の諍いがあっても既に他人事の態度をとってきたが、交通事故による意識不明中の美月に異変が生じた後は美月の容体を案じるようになる。

## 書籍情報
単行本、集英社、りぼんマスコットコミックス
1. 1998年12月07日、ISBN 4-08-856114-7
2. 1999年05月14日、ISBN 4-08-856143-0
3. 1999年11月15日、ISBN 4-08-856173-2

愛蔵版、集英社
1. 下弦の月 Last Quarter 愛蔵版 上、2004年9月22日初版発行、ISBN 4-08-782083-1
2. 下弦の月 Last Quarter 愛蔵版 下、2004年9月22日初版発行、ISBN 4-08-782084-X

文庫版、集英社、集英社文庫
1. 下弦の月 上、2013年3月19日、ISBN 978-4-08-619421-1
2. 下弦の月 下、2013年3月19日、ISBN 978-4-08-619422-8

## 実写映画『下弦の月〜ラスト・クォーター』
2004年公開。二階健が脚本・監督を務めた。

### あらすじ（実写映画）
2004年10月、女子大生・望月美月と中学生・白石蛍は同じ時刻に交通事故に遭う。生死を彷徨う中で、2人は柵のある不思議な森で出会う。
美月は19歳の誕生日パーティーの夜に、彼氏の安西知己が自分の親友・綾と浮気していたことを知り、知己に唐突的な別れを告げた。その帰り道、子供の頃から自分しか知らなかった曲を誰かがギターで演奏するのが聞こえた。そのメロディーに誘われて歩いて行くと、古びた洋館に辿り着いた。謎の洋館でロンドンから来たミュージシャン・アダムと衝撃的に出会う。1週間後、アダムと待ち合わせをした横浜美術館前の交差点でトラックに轢かれてしまう。蛍は行方不明の飼い猫シベールを捜し回るうちに、車にはねられていた。
2人は美月のいる謎の洋館で再会を果たす。しかし、美月は自分の名前さえ思い出せない記憶喪失の状態だった。唯一憶えていることは、アダムという恋人がいたことだけ。蛍の同級生・三浦正輝には美月が見えないことから、彼女が幽霊であると知った。名前が分からない美月を「イヴ」と名付け、イヴの身元探しを始める。
調べていくうちに、この洋館には昔「上條一家」が住んでいて、ピアニストを目指してロンドンに留学した娘・上條さやかがいたことを知る。このことをイヴに確認すると、イヴは自分が身に付けている赤いネックレスを蛍に差し出した。そこには「S・K」の文字が刻まれていた。
それは、19年の月の周期が織りなす悲しい恋。

### キャスト
ここでは、実写映画（実写映画版オリジナル以外）での設定について記す。
望月美月（もちづき みづき）／イブ演 - 栗山千明、幼少：市川佳奈
繊細な性格をした清楚な女子大学生。
上條さやか（かみじょう さやか）演 - 伊藤歩
物語におけるキーパーソンにあたる女性。

アダム・ラング演 - HYDE
物語におけるキーマンで、一連の出来事の重要人物。日英ハーフの美青年。
安西知己（あんざい ともき）演 - 成宮寛貴
美月の彼氏にあたる男子大学生。
白石蛍（しらいし ほたる）演 - 黒川智花
純粋な性格の女子中学生。
三浦正輝（みうら まさき）演 - 落合扶樹
クールで落ち着いた性格の男子中学生。
茂 （しげる）- 石川伸一郎
知己の友人でバンド仲間。
卓人（たくと） - 渡辺光彦

綾（あや） - さくら
美月の友人にあたる女子大学生。
望月唯（もちづき ゆい） - 中村有沙
美月の妹（異母妹）。
望月宏（もちづき ひろし） - うじきつよし
美月の父。美月に深いトラウマを植え付けた張本人の1人。
望月紬（もちづき つむぎ） - 富田靖子
美月の義母で、宏の後妻。唯の母親。
美月の母 - 目黒真希
名前は不明。美月の実母であるが、美月に深いトラウマを植え付けた張本人の1人。睡眠薬大量摂取で急死し既に故人。
看護婦 - 三浦敦子

沙絵（さえ） - 霧島れいか

モッズバンド - THE MARQUEE

CDショップ店員A、CDショップ店員B - やまだひさし、大森南朋

安西洋祐（あんざい ようすけ） - 小日向文世

さやかの父 - 矢島健一

さやかの母 - 中川安奈

さやかの兄 - 高橋研

白石江美子（しらいし えみこ） - 奥貫薫

三浦正人（みうら まさと） - 陣内孝則（特別出演）

堂島家主人 - 緒形拳（特別出演）

### スタッフ
- 脚本・監督 - 二階健
- 音楽 - 蓜島邦明
- 製作統括 - 中井猛、久松猛朗
- プロデューサー - 梶田裕貴、小林敬宜、長谷川真澄、伏木賢一
- プロダクションプロデューサー - 神康幸
- 製作 - SEP、松竹、伊藤忠商事、読売新聞社、日本出版販売、ビー・ビー・ケーブル、ビッグショット

### 主題歌
- HYDE「THE CAPE OF STORMS」
アルバム『ROENTGEN』収録

### ノベライズ
著作：下川香苗、原作：矢沢あい、脚色：二階健
- 2004年9月、ISBN 978-4-08-780398-3